# Anders Nordström
Anders Nordström (* 9. März 1960) ist ein schwedischer Mediziner. Er war vom 23. Mai 2006 bis zum 3. Januar 2007 als Nachfolger des plötzlich verstorbenen Südkoreaners Lee Jong-wook geschäftsführender Generaldirektor der Weltgesundheitsorganisation (WHO). Nachfolgerin von Nordström wurde Margaret Chan. Von Januar 2008 bis Mai 2010 war er Direktor der SIDA (Schwedische Zentralbehörde für internationale Entwicklungszusammenarbeit).

## Privates
Nordström ist verheiratet und hat zwei Kinder.